# David Piper

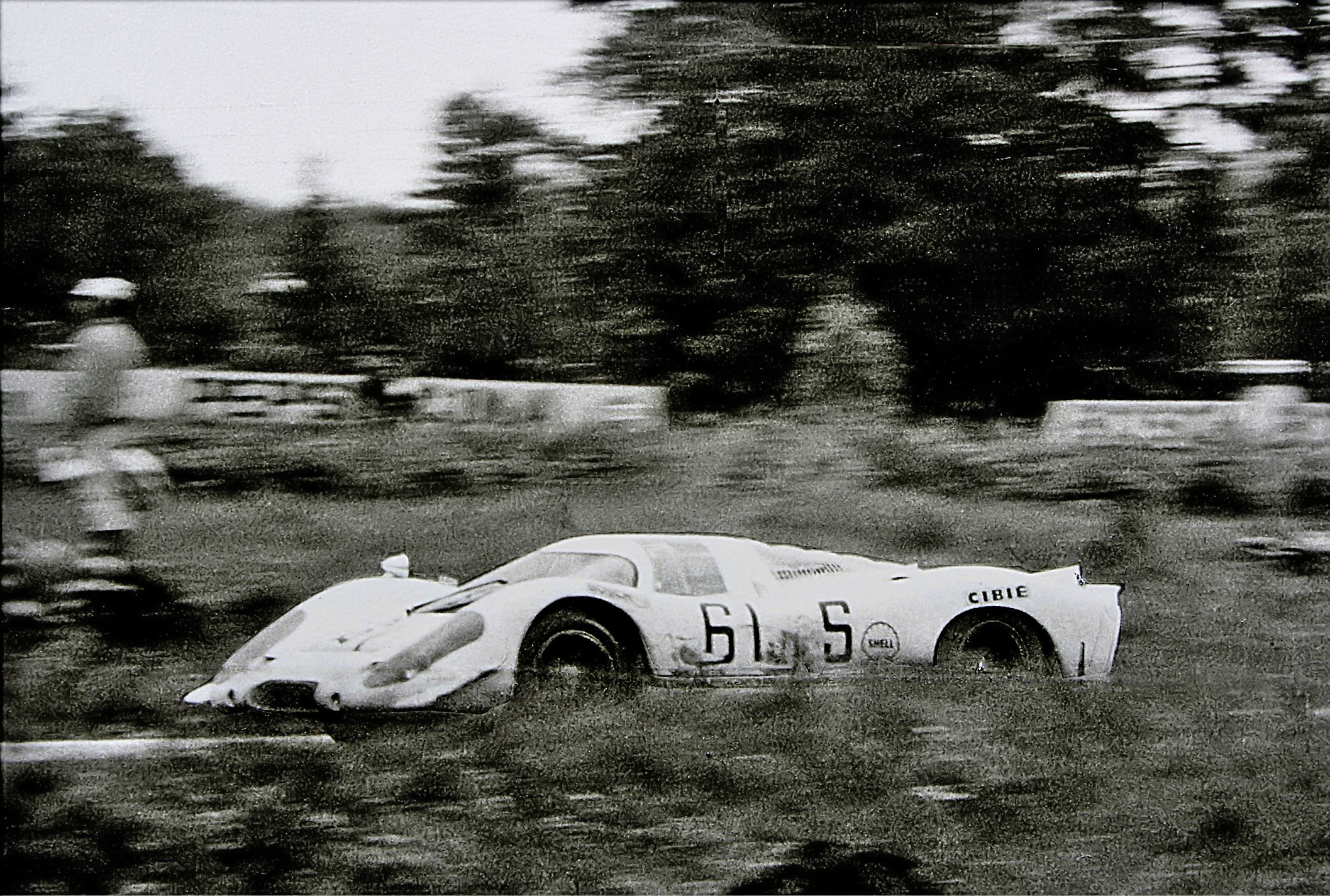
Pipers och Frank Gardners Porsche 917 under Nürburgring 1000 km 1969.

David Piper, född 2 december 1930 i Edgware, Middlesex, är en brittisk racerförare. 
Piper körde tre formel 1-lopp under 1959 och 1960 men hade större framgångar inom sportvagnsracing. Han deltog i inspelningen av Steve McQueen-filmen Le Mans, där han kraschade så illa att han tvingades amputera en del av ett ben. Piper har därefter varit engagerad i historisk racing.

## F1-karriär
| Säsong | Stall/Tillverkare                         | Poäng | Placering |
| ------ | ----------------------------------------- | ----- | --------- |
| 1959   | Dorchester Service Station (Lotus-Climax) | 0     | -         |
| 1960   | Robert Bodle Ltd. (Lotus-Climax)          | 0     | -         |